# 계수남
계수남(1920년 12월 24일~2004년 4월 4일)은 대한민국의 가수이다.

## 곡
- 1940년 <밤 주막>
- 1940년 <홍등의 뒷골목>
- 1940년 <황포강 이슬>
- 1940년 <울리는 백일홍>
- 1960년 <세월이 가면>